# Kontraktilni prsten
Kontraktilni prsten je tvorevina u staničnoj diobi. Kad se stežu elementi staničnog kostura s citoplazmatske strane žlijeba koji oblikuju kontraktilni prsten, nastaje diobena brazda. Kako se prsten steže, tako se smanjuje promjer stanice koja se dijeli. O procesu se još uvijek malo zna. 
Kontraktilni prsten tvore aktinski i miozinski filamenti. Jednom kad se stvori, prsten postaje dinamična tvorevina gdje se aktin i drugi sastavni elementi (Arp3, formin Cdc12, profilin, WASp, no ne i miozin II ili bjelančevine IQGAP) sastavljaju i rastavljaju iz prstena svake minute. Stopa polimeriziranja aktina utječe na stopu diobe.